# Вероніка Жанві

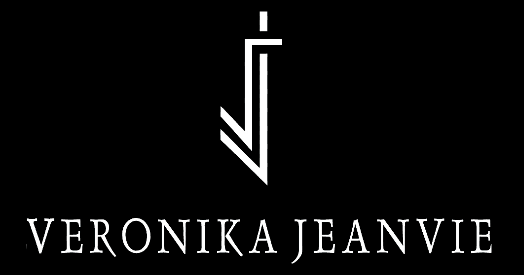
Логотип торгової марки Veronika Jeanvie

Вероніка Жанві (Veronika Jeanvie) — українська модельєрка. Одна з перших українських кутюр'є, що досягли широкого визнання у західних домах моди. Із 2007 року тісно співпрацює з французьким модельєром Пако Рабанном. 19 травня 2007 року була визнана найкращим дизайнером України та нагороджена премією «Жінка III тисячоліття». 4 липня 2007 колекція Жанві «Сталеві хмари» була представлена у Парижі у рамках тижня моди haute couture.

## Нагороди
У 2007 році стала лауреаткою Всеукраїнської премії «Жінка ІІІ тисячоліття» в номінації «Перспектива». 

## Виноски
1. ↑  http://www.gpu.ua/index.php?id=163333